# Гвардійська сільська рада (Хмельницький район)
Гварді́йська сільська́ ра́да — адміністративно-територіальна одиниця та орган місцевого самоврядування у Хмельницькому районі Хмельницької області. Адміністративний центр — село Гвардійське.

## Загальні відомості
- Територія ради: 69,99 км²
- Населення ради: 4 098 осіб (станом на 2001 рік)
- Територією ради протікає річка Смотрич

## Населені пункти
Сільській раді були підпорядковані населені пункти:
- с. Гвардійське
- с. Доброгорща
- с. Нафтулівка
- с. Немичинці

## Склад ради
Рада складалася з 20 депутатів та голови.
- Голова ради: Нетреба Тетяна Вікторівна
- Секретар ради: Сарафін Ірина Василівна

### Керівний склад попередніх скликань
| Прізвище, ім'я, по батькові | Основні відомості                                                 | Дата обрання | Дата звільнення |
| --------------------------- | ----------------------------------------------------------------- | ------------ | --------------- |
| Нетреба Тетяна Вікторівна   | Сільський голова, 1959 року народження, освіта вища, позапартійна | 26.03.2006   | 31.10.2010      |
| Нетреба Тетяна Вікторівна   | Сільський голова, 1959 року народження, освіта вища, позапартійна | 31.10.2010   |                 |

Примітка: таблиця складена за даними сайту Верховної Ради України

### Депутати
За результатами місцевих виборів 2010 року депутатами ради стали:

#### За суб'єктами висування
| Суб'єкт висування | Кількість обраних депутатів | %   |
| ----------------- | --------------------------- | --- |
| Самовисування     | 20                          | 100 |

#### За округами
| № округу | Прізвище, ім'я, по батькові         | Дата визнання обраним | Освіта             | Партійна приналежність | Відомості про обраного депутата                                             |
| -------- | ----------------------------------- | --------------------- | ------------------ | ---------------------- | --------------------------------------------------------------------------- |
| 1        | Сарафін Ірина Василівна             | 03.11.2010            | вища               | позапартійна           | Гвардійська сільська рада, паспортист                                       |
| 2        | Ткачук Михайло Іванович             | 03.11.2010            | вища               | позапартійний          | Гвардійський навчально-виховний комплекс, вчитель фізичної культури         |
| 3        | Андрущишин Іван В'ячеславович       | 03.11.2010            | середня спеціальна | позапартійний          | Гвардійська дільнича ветлікарня, завідувач                                  |
| 4        | Глухман Людмила Георгіївна          | 03.11.2010            | середня спеціальна | позапартійна           | Гвардійське відділення зв'язку, начальник                                   |
| 5        | Кондратенко Леся Володимирівна      | 03.11.2010            | вища               | позапартійна           | Гвардійський навчально-виховний комплекс, вчитель історії                   |
| 6        | Задорожна Ганна Валеріївна          | 03.11.2010            | вища               | позапартійна           | Гвардійський навчально-виховний комплекс, вчитель математики та інформатики |
| 7        | Храпач Зінаїда Олександрівна        | 03.11.2010            | середня            | позапартійна           | Немичинецька загальноосвітня школа, технічний працівник                     |
| 8        | Бондар Віталій Миколайович          | 03.11.2010            | середня            | позапартійний          | приватний підприємець                                                       |
| 9        | Надопта Анатолій Миколайович        | 03.11.2010            | середня            | позапартійний          | приватний підприємець                                                       |
| 10       | Коваль Ганна Володимирівна          | 03.11.2010            | вища               | позапартійна           | приватний підприємець                                                       |
| 11       | Клекот Сергій Віталійович           | 03.11.2010            | середня            | позапартійний          | тимчасово не працює                                                         |
| 12       | Остап'юк Петро Андрійович           | 03.11.2010            | вища               | позапартійний          | ТОВ «Веснянка», завідувач виробництва                                       |
| 13       | Ткач Олександр Анатолійович         | 03.11.2010            | середня            | позапартійний          | ПАТ «Хмельницькгаз», слюсар сільської місцевості                            |
| 14       | Клімов Василь Миколайович           | 03.11.2010            | середня            | позапартійний          | пенсіонер                                                                   |
| 15       | Хмуринський Володимир Володимирович | 03.11.2010            | середня спеціальна | позапартійний          | пенсіонер                                                                   |
| 16       | Козак Микола Вікторович             | 03.11.2010            | середня            | позапартійний          | м. Хмельницький, охоронець ЗКГ                                              |
| 17       | Суховій Микола Петрович             | 03.11.2010            | середня            | позапартійний          | тимчасово не працює                                                         |
| 18       | Купельська Ірина Миколаївна         | 03.11.2010            | середня спеціальна | позапартійна           | Немиченський сілький клуб, завідувачка                                      |
| 19       | Дмитришина Зінаїда Михайлівна       | 03.11.2010            | середня спеціальна | позапартійна           | КП зеленого будівництва та благоустрою м. Хмельницький                      |
| 20       | Шеремета Володимир Григорович       | 03.11.2010            | середня            | позапартійний          | ПАТ «Хмельницькгаз»                                                         |